# 基俊良

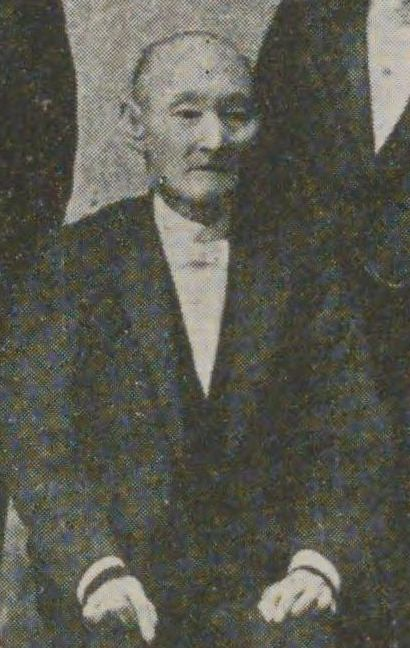
基俊良

基 俊良（もとい しゅんりょう、1826年（文政9年3月） - 1904年（明治37年）5月15日）は、幕末から明治時代の政治家、実業家。衆議院議員（1期）。

## 経歴
薩摩国大島郡金久村（鹿児島県大島郡名瀬村、名瀬町、名瀬市を経て現奄美市）に生まれる。薩摩藩島吏を務め、明治維新を経て鹿児島県に出仕する。大島郡書記、金久支庁御用掛、同庁属を歴任する。ほか、大島興業社長、大阪七十九銀行大島支店支配人を務めた。
1890年（明治23年）7月の第1回衆議院議員総選挙では鹿児島県第7区から出馬し当選。弥生倶楽部に所属し衆議院議員を1期務めた。